# Thelxinoe (satelit)
Thelxinoe /telk.si'no.e/, cunoscut și ca Jupiter XLII, este un satelit natural al lui Jupiter. El a fost descoperit de o echipă de astronomi de la Universitatea din Hawaii, condusă de Scott S. Sheppard în 2004, din fotografii realizate în 2003 și a primit inițial denumirea temporară S/2003 J 22.
Thelxinoe are un diametru de aproximativ 2 kilometri și orbitează în jurul lui Jupiter la o distanță medie de 20,454 milioane de kilometri în 597,607 de zile, la o înclinație de aproximativ 151° față de ecliptică (153° la ecuatorul lui Jupiter), într-o direcție retrogradă și cu o excentricitate de 0,2685.
În martie 2005, satelitul fost numit după Thelxinoe, una dintre cele patru muze originale, conform unor scriitori greci, și una din fiicele lui Zeus (Jupiter) cu Mnemosyne.
Thelxinoe aparține grupului Ananke, sateliți neregulați retrograzi care orbitează în jurul lui Jupiter intre 19,3 si 22,7 Gm, la înclinații de aproximativ 150°.